# Enrique Mena Segarra
Enrique Mena Segarra (Montevideo, 1934 - ibídem, 22 de novembre de 2009) fou un historiador i professor uruguaià, un dels més importants del país, què va dirigir el Museu Històric Nacional durant anys.
Mena era militant del Partit Nacional, sobre el qual va escriure molts articles. Els seus avantpassats havien tingut un paper important en la batalla entre nacionalistes i colorados. Aquest fet va influenciar la trajectòria de Mena, qui es va dedicar professionalment a l'ensenyament de la història, sobretot la uruguaiana, durant més de quaranta anys.
Entre les seves obres principals destaquen Aparicio Saravia: las últimas patriadas, Historia Reciente (2007), i altres que parlaven sobre figures significatives de la història nacional com l'expresident José Batlle y Ordóñez, Luis Alberto de Herrera, o les causes i les conseqüències de la guerra civil de l'Uruguai, coneguda com a «Guerra Gran» (1839-1851).
Va morir el 22 de novembre del 2009 a Montevideo, amb 75 anys.